# Hưng Mỹ, Cà Mau
Hưng Mỹ là một xã thuộc tỉnh Cà Mau, Việt Nam.

## Địa lý
Xã Hưng Mỹ có vị trí địa lý:
- Phía đông giáp xã Tân Hưng
- Phía tây giáp xã Phú Mỹ và xã Trần Văn Thời
- Phía nam giáp xã Cái Nước
- Phía bắc giáp xã Lương Thế Trân và xã Trần Văn Thời.

Xã Hưng Mỹ có diện tích 98,4 km², dân số năm 2024 là 38.687 người, mật độ dân số đạt 393 người/km².

## Lịch sử
Ngày 25 tháng 7 năm 1979, Hội đồng Chính phủ ban hành Quyết định số 275-CP về việc chia xã Hưng Mỹ thuộc huyện Phú Tân thành 3 xã: Hưng Mỹ, Hòa Mỹ và Bình Mỹ.
Ngày 14 tháng 2 năm 1987, Hội đồng Bộ trưởng ban hành Quyết định số 33B-HĐBT về việc sáp nhập xã Hòa Mỹ vào xã Hưng Mỹ.
Ngày 2 tháng 2 năm 1991, Ban Tổ chức – Cán bộ của Chính phủ ban hành Quyết định số 51/QĐ-TCCP về việc sáp nhập xã Bình Mỹ vào xã Hưng Mỹ.
Ngày 6 tháng 11 năm 1996, Quốc hội ban hành Nghị quyết về việc chia tỉnh Minh Hải thành Bạc Liêu và tỉnh Cà Mau.Khi đó, xã Hưng Mỹ thuộc huyện Cái Nước, tỉnh Cà Mau.
Ngày 23 tháng 11 năm 2004, Chính phủ ban hành Nghị định số 192/2004/NĐ-CP về việc thành lập xã Hòa Mỹ thuộc huyện Cái Nước trên cơ sở 3.860,20 ha diện tích tự nhiên và 9.326 nhân khẩu của xã Hưng Mỹ.
Sau khi điều chỉnh địa giới hành chính, xã Hưng Mỹ còn lại 2.977,80 ha diện tích tự nhiên và 10.885 nhân khẩu.
Tính đến ngày 31/12/2024, xã Hưng Mỹ có 6 ấp: Bùng Binh, Lý Ấn, Rau Dừa, Rau Dừa B, Thị Tường A, Vịnh Gốc.
Ngày 12 tháng 6 năm 2025, Quốc hội ban hành Nghị quyết số 202/2025/QH15 về việc sắp xếp đơn vị hành chính cấp tỉnh (nghị quyết có hiệu lực từ ngày 12 tháng 6 năm 2025). Theo đó, sáp nhập tỉnh Bạc Liêu vào tỉnh Cà Mau.
Ngày 16 tháng 6 năm 2025, Ủy ban Thường vụ Quốc hội ban hành Nghị quyết số 1655/NQ-UBTVQH15 về việc sắp xếp các đơn vị hành chính cấp xã của tỉnh Cà Mau năm 2025 (nghị quyết có hiệu lực từ ngày 16 tháng 6 năm 2025). Theo đó, điều chỉnh 30,2 km² diện tích tự nhiên, quy mô dân số là 9.949 người của xã Hòa Mỹ thuộc huyện Cái Nước và điều chỉnh 32,2 km² diện tích tự nhiên, quy mô dân số là 13.159 người của xã Tân Hưng Đông thuộc huyện Cái Nước vào toàn bộ 36 km² diện tích tự nhiên, quy mô dân số là 15.579 người của xã Hưng Mỹ thuộc huyện Cái Nước
Xã Hưng Mỹ có 98,4 km² diện tích tự nhiên và quy mô dân số là 38.687 người.